# Seedbox
Seedbox je soukromý dedikovaný server pro nahrávání a stahování počítačových souborů. Seedboxy obecně využívají BitTorrent, což je protokol pro peer-to-peer (p2p) výměnu souborů. Seedboxy jsou obvykle připojeny k vysokorychlostní síti, často s propustností 100 Mbit/s nebo i více. Soubory jsou stahovány z torrentových stránek (trackerů), respektive od jejich uživatelů, a odtud je možné je stáhnout při vysokých rychlostech do osobního počítače uživatele prostřednictvím protokolu HTTP, FTP, FTPS nebo rsync. Seedbox umožňuje zachovat si anonymitu a zároveň nebývá nutné starat se o ratio, tedy o poměr odeslaných a stažených dat.
Seedboxy na vysokorychlostních sítích jsou obvykle schopny stahovat velké soubory během několika minut, za předpokladu, že roj (swarm) může skutečně zvládnout tak vysoký upload. Seedboxy jsou většinou připojeny na symetrickou linku, tudíž mají stejně rychlý download jako upload. Například 1GB soubor může být stažen za cca 2 min a za stejně dlouho může být i odeslán (odseedován) dalším uživatelům. Toho je často využíváno na uzavřených trackerech, kde bývá zachování poměru odeslaných a stažených dat na 1 (1:1) velmi důležité. Dále se užívají k obcházení FUP od ISP a nebo vnitrostátních právních předpisů, jako je např. zákon HADOPI ve Francii.